# Nhóm ngôn ngữ Kho-Bwa
Nhóm ngôn ngữ Kho-Bwa, còn gọi là nhóm ngôn ngữ Bugun và Kameng, là một nhóm ngôn ngữ nhỏ ở Arunachal Pradesh, đông bắc Ấn Độ. Cái tên Kho-Bwa do George van Driem (2001) đặt ra, ghép từ *kho ("nước") và *bwa ("lửa"). Blench (2011) đề xuất cái tên Kameng, lấy theo vùng sông Kameng của Arunachal Pradesh, và Bugun–Mey, theo tên hai ngôn ngữ trong nhóm. Anderson (2014) gọi Kho-Bwa là Kameng Đông Bắc.
Cả Van Driem và Blench đều đặt tiếng Bugun (còn gọi là Khowa), tiếng Mey (còn gọi là Sherdukpen), và tiếng Lishpa (còn gọi là Lish) vào nhóm Kho-Bwa. Tiếng Puroik (còn gọi là Sulung) được Van Driem xếp vào Kho-Bwa song lại được Blench coi là một ngôn ngữ tách biệt không liên quan đến nhóm "Kameng".
Trước đây, có lệ đặt nhóm Kho-Bwa vào ngữ tộc Tạng-Miến, và đúng là các ngôn ngữ này chịu ảnh hưởng từ các ngôn ngữ Hán-Tạng xung quanh, song điều này không nhất thiết chứng minh cho sự gắn kết về phát sinh mà có lẽ đơn giản chỉ cho thấy ảnh hưởng khu vực.
Abraham và đồng nghiệp (2018) đã góp phần thu thập từ vựng và nghiên cứu về ngôn ngữ học xã hội của các ngôn ngữ Kho-Bwa.

## Phân loại
- Puroik (Sulung)
- Bugun (Khowa)
- Kho-Bwa Tây
  - Mey–Sartang
    - Sherdukpen (Mey, Ngnok), chia ra hai phương ngôn:
      - Shergaon
      - Rupa

    - Sartang (Bootpa, But Monpa, But Pa, Matchopa), tương đồng từ vựng 50%–60% với tiếng Mey.

  - Chug–Lish
    - Lish (Lishpa, Khispi)
    - Chug (Chug Monpa, Chugpa, Monpa), gần gũi với tiếng Lish

Lieberherr & Bodt (2017) coi tiếng Puroik là một ngôn ngữ Kho-Bwa, phân loại nhóm Kho-Bwa như sau.
Kho-Bwa
- Puroik
- Bugun
- Kho-Bwa Tây
  - Sherdukpen, Sartang
  - Chug (Duhumbi), Lish (Khispi)

## Từ vựng
Bên dưới là từ vựng cơ bản trong ngôn ngữ Kho-Bwa, từ Blench (2015).
| Gloss     | Mey (Shergaon) | Mey (Rupa) | Sartang (Jergaon) | Sartang (Rahung) | Lish (Khispi) | Chug (Duhumbi) |
| --------- | -------------- | ---------- | ----------------- | ---------------- | ------------- | -------------- |
| một       | hǎn            | han        | hèn               | hân              | hin           | hin            |
| hai       | ɲǐt            | ɲik        | nìk               | ně               | ɲes           | niʃ            |
| ba        | ùŋ             | uŋ         | ùŋ                | ùún              | ʔum           | om             |
| bốn       | pʰʃì           | bsi        | sì                | psì              | pʰəhi         | psi            |
| năm       | kʰù            | kʰu        | kʰù               | kʰu              | kʰa           | kʰa            |
| sáu       | ʧùk            | kit        | ʧìk               | ʨěy              | ʧʰuʔ          | ʧyk            |
| bảy       | ʃìt            | sit        | sìk               | sǐ, sě           | ʃis           | his            |
| tám       | sàʤát          | sarʤat     | sàrgè             | sàrʤɛ́            | saɾgeʔ        | saɾgeʔ         |
| chín      | tʰkʰí          | dʰikʰi     | tʰkʰì             | tɛ̀kʰɯ́            | ṱʰikʰu        | ṱʰikʰu         |
| mười      | sɔ̀ ̃            | sõ         | sã̀                | sɔ               | ʃan           | ʃan            |
| đầu       | kʰruk          | kʰruk      | kʰrǔk             | kʰruʔ            | kʰoloʔ        | kʰloʔ          |
| mũi       | nupʰuŋ         | nəfuŋ      | nfùŋ              | apʰuŋ            | hempoŋ        | heŋpʰoŋ        |
| mắt       | khibi          | kivi       | kábì              | kʰaʔby           | kʰumu         | kʰum           |
| tai       | kʰtùŋ          | gtʰiŋ      | gtʰìŋ             | ktèíŋ            | kʰutʰuŋ       | kʰutʰuŋ        |
| lưỡi      | laphõ          | lapon      | ?                 | le               | loi           | loi            |
| răng      | nuthuŋ         | tokʧe      | mísìŋ             | nitʰiŋ           | ʃiŋtuŋ        | hintuŋ         |
| cánh tay  | ik             | ik         | ìk                | ik               | hu            | hut            |
| cẳng chân | là             | lapon      | lɛ̌                | lɛ̌               | lei           | lai            |
| bụng      | ʃrìŋ           | sliŋ       | srìŋ              | sriŋ             | hiɲiŋ         | hiliŋ          |
| xương     | skìk           | skik       | àhík              | skik             | ʃukuʃ         | ʃukuʃ          |
| máu       | hà             | ha(a)      | hɛ̀                | ha               | hoi           | hoi            |
| mặt       | dòŋpù          | bo         | mi                | zə̀í              | doʔ           | doŋpa          |
| răng      | ntùŋ           | tokʧe      | mísìŋ             | ptə̀íŋ            | ʃiŋtuŋ        | hintuŋ         |
| dạ dày    | àlà            | karbu      | ʧàk               | phriŋ            | hiɲiŋ         | hiliŋ          |
| miệng     | ʧàw            | nəʧaw      | so                | ʨʨǒ              | hoʧok         | kʰoʧu          |
| mưa       | ʧuuma          | nimi       | nʧʰù              | ʧuʧuba           | namu          | namu           |